# Multitud'
Multitud' est un partenariat entre collectivités territoriales et établissements publics qui organisent des services de mobilité et partagent leurs données dans un référentiel alimentant plusieurs outils publics comme Oùra, Moovizy, ONLYMOOV, Plaine-mobilité.fr. 
En novembre 2021, il rassemble 11 partenaires et plus de 20 services de mobilité dont des réseaux de transport collectif, de l'auto-partage, du covoiturage, des infrastructures de recharge pour véhicules électriques, des vélos en libre en service, des aménagements et stationnements pour vélo, des parkings et parcs-relais...
Par le passé, sous le même nom de Multitud', le partenariat a mis en œuvre un service d'information aux voyageurs permettant de simuler ses itinéraires au sein de la région urbaine de Lyon en train, métro, tramway et bus. La partie publique est remplacée en 2015 par un nouveau service présent sur le site internet de la carte OùRA! et est étendu à l'ensemble de la région Auvergne-Rhône-Alpes. Le référentiel de données continue d'exister en tant que contributeur au calculateur d’itinéraire régional et outil d'animation du bassin de mobilité de l'aire métropolitaine lyonnaise.

## Lancement
Multitud' est étroitement lié au projet REAL. 
Après une 1re version de type portail en 2003, le site a évolué pour devenir en avril 2009 une réelle centrale de mobilité. Avec l'arrivée d'un même outil étendu à l'ensemble de la Région sous la marque Oùra en 2015, la partie publique du site web Multitud' redirige désormais les visiteurs vers Oùra.

## Le principe
Le calculateur d’itinéraire public Multitud' avait pour principe de relier entre eux les différents modes de transports au sein de la région urbaine de Lyon grâce à 18 réseaux de transport en commun. Ce calcul d'itinéraire en transports collectifs pouvait être complété par un trajet à vélo ou en voiture si nécessaire.

## Les services
Multitud' informait des horaires de trains, proposait des calculs d'itinéraires, renseignait sur l'actualité des réseaux, notamment les éventuelles perturbations. 
À l'époque du calculateur public, 14 autorités organisatrices de transport étaient intégrées à Multitud' et 18 réseaux étaient concernés :
- la Région Rhône-Alpes : Réseau Cars Rhône-Alpes et navette entre Bourg-en-Bresse et l'aéroport Lyon-Saint-Exupéry ;
- le Département de l'Ain : Réseau Car.ain.fr ;
- le Département de l'Isère : Réseau Transisère ;
- le Département de la Loire : Réseau TIL ;
- le Syndicat mixte des transports pour le Rhône et l'agglomération lyonnaise : Réseaux TCL/Optibus, Les cars du Rhône, Libellule et Rhônexpress ;
- le Syndicat intercommunal des transports urbains du mâconnais-val de Saône : Réseau Tréma ;
- la Communauté d'agglomération Saint-Étienne Métropole : Réseau STAS ;
- la Communauté d'agglomération Porte de l'Isère : Réseau RUBAN ;
- la Communauté d'agglomération du Pays Viennois : Réseau L'va ;
- la Communauté d'agglomération de Bourg-en-Bresse : Réseau TUB ;
- Roannais Agglomération : Réseau STAR ;
- la Communauté de communes de Miribel et du Plateau : Réseau Colibri ;
- la Communauté de communes Dombes-Saône Vallée : Réseau Saônibus ;
- la ville d'Ambérieu-en-Bugey : Réseau TAM.

Jusqu'à sa dissolution au 1er janvier 2007, le Syndicat mixte des transports urbains de l'agglomération givordine (SYTUAG) y adhérait. Il fut remplacé par le SYTRAL dans ses fonctions, les réseaux TCL et Gibus ayant fusionné.
Jusqu'à sa dissolution au 1er janvier 2015, le Syndicat mixte des transports du Rhône y adhérait. Il a été remplacé par le SYTRAL qui reprend la gestion des réseaux Les cars du Rhône et Libellule.
Jusqu'au 1er janvier 2015, le département du Rhône gérait le tramway Rhônexpress, repris par le SYTRAL. IL gérait jusqu'en 2013 le réseau Les cars du Rhône.
Jusqu'au 1er janvier 2013, la communauté d'agglomération de Villefranche-sur-Saône y adhérait. Le réseau Libellule a alors été repris par le Syndicat mixte des transports du Rhône.

## Le partenariat à partir de 2015
Depuis 2015, le référentiel de données est piloté par le SMT AML dans le cadre d'un partenariat. Les outils publics sont désormais Oùra, Moovizy, ONLYMOOV, Itinisère ou encore "Plaine mobilité", alimentés ou connectés à Multitud'.